# Rüdiger Ruppert

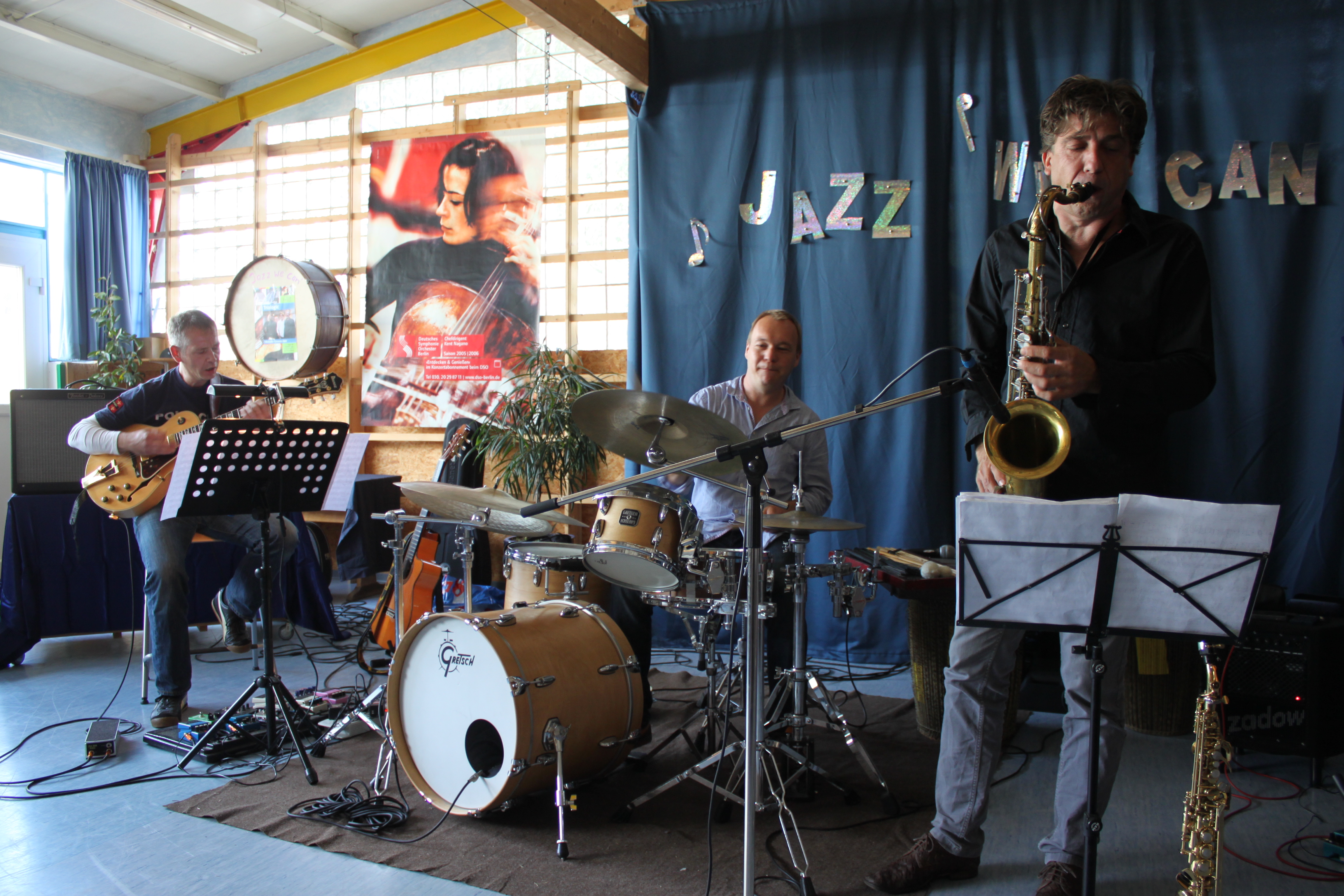
Rüdiger Ruppert (Mitte) mit Thomas Andelfinger und Falk Breitkreuz bei einem Konzert im Jazz We Can in Bad Marienberg August 2011

Rüdiger Ruppert (* 17. August 1970 in Dahn) ist ein deutscher Schlagwerker, der auch im Jazzbereich tätig ist.

## Leben und Wirken
Ruppert spielte seit seinem neunten Lebensjahr Schlagzeug und Klavier. Er war Preisträger bei Jugend musiziert und absolvierte ein Instrumentalstudium an der Hochschule für Musik Karlsruhe. 1993 war er Mitglied der Jungen Deutschen Philharmonie und ist seit 1994 als Schlagzeuger im Orchester der Deutschen Oper Berlin tätig. Er spielt auch in der Big Band der Deutschen Oper Berlin unter der Leitung von Rolf von Nordenskjöld, als Solist zu hören auf dem Album How Long Is Now (Mons, 2010). 1999 wurde er zum Kammermusiker ernannt. Im Rahmen der Deutschen Oper arbeitet er auch in der Veranstaltungsreihe Jazz & Breakfast mit Sebastian Król und Martin Hattenbach. Mit seinem Trio Triologic aus Thomas Andelfinger (Gitarre) und Christoph Niemann (Bass) nahm er 2001 das Album Dirty Fingers auf, gefolgt von Seasons (Mons Records, 2010) in Quartettbesetzung mit dem Saxophonisten Steffen Weber. Mit den Quintettsolisten der Deutschen Oper Berlin war er als Xylophonist an einem Album mit klassischen Werken von Joly Braga Santos, Jorge Peixinho, Filipe de Sousa und José Vianna da Motta beteiligt. Des Weiteren war er Gastdozent bei mehreren Jugendorchestern und Hochschulen. Als Komponist veröffentlichte er Werke für klassisches Schlagzeug und Jazztrio.